# استانیسلاوس هرزل
استانیسلاوس هرزل (انگلیسی: Stanislaus Herzel؛ زادهٔ ۵ اوت ۱۹۹۰) بازیکن فوتبال اهل آلمان است.
از باشگاه‌هایی که در آن بازی کرده‌است می‌توان به باشگاه فوتبال اینگولشتات ۰۴ و باشگاه فوتبال یان رگنسبورگ اشاره کرد.